# Praça Maior de Lugo

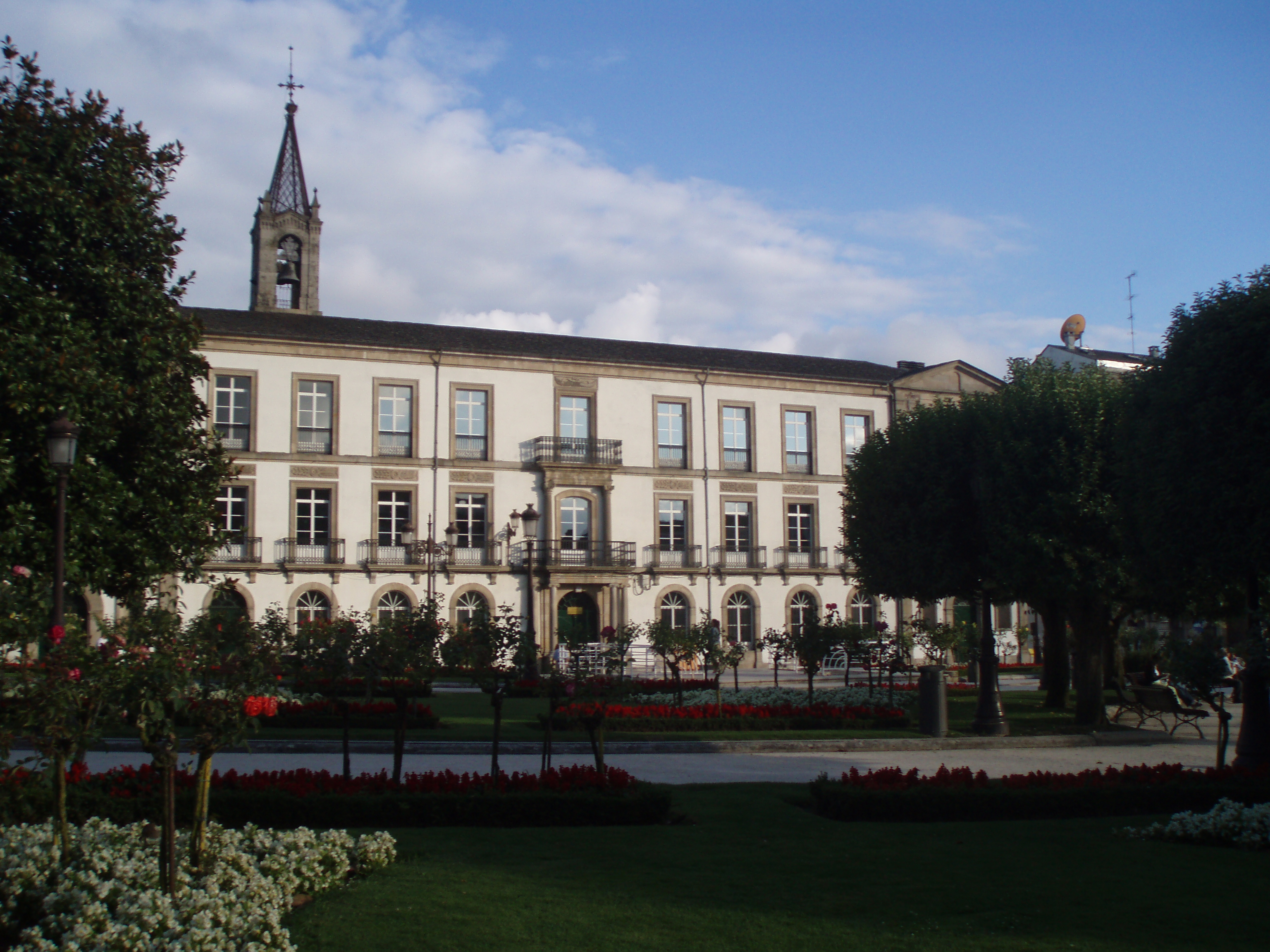
Convento dos Franciscanos de 1598.

A Praça Maior de Lugo (do galego: Praza Maior de Lugo) é o centro vital da cidade de Lugo, Galiza e o principal lugar de encontro dos lucenses, é também a praça mais grande do centro histórico da cidade. Luís Pimentel chamou-a "sala de visitas da minha vila". Nela pode-se encontar a Casa do Concelho, as estatuas dedicadas aos fundadores da cidade, um pequeno passeio com placas e bustos dedicados aos principais escritores do país, o "quiosque da música" e o edifício do Círculo das Artes.

## História

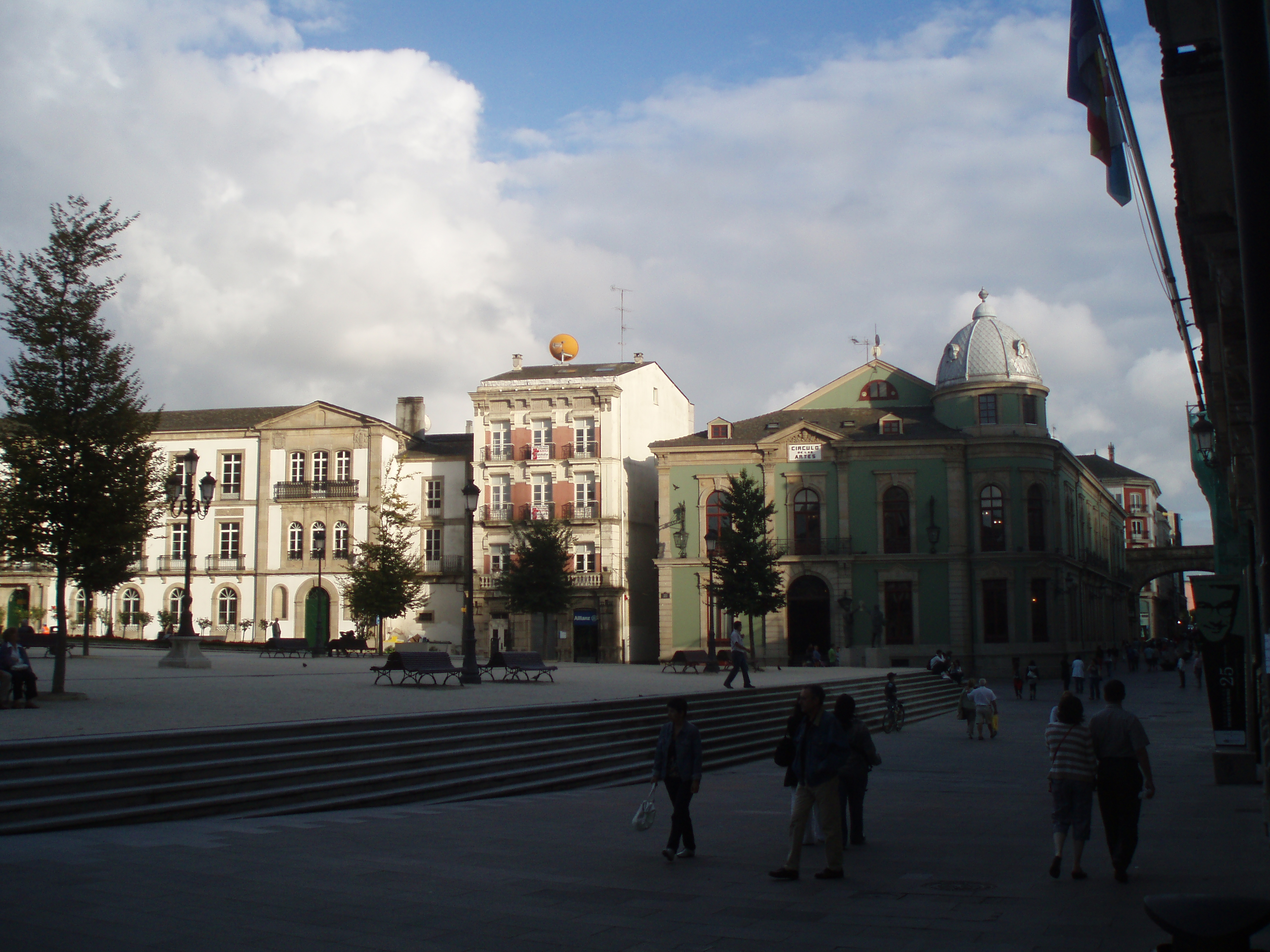
Edifício do Círculo de Belas Artes.

A Praça Maior é a maior das praças que se encontram dentro do recinto amuralhado. O lugar no que está situado, acredita-se que nos tempos do Lucus Augusti albergava ao anfiteatro. Ainda que a Casa Consistorial de Lugo que coroa a praça é do século XVIII, a Praça Maior tal como se conhece hoje em dia não se conformou como tal até o século XIX, na grande reforma urbana que se levou a cabo depois da desamortização.
A praça, daquela chamada Cortiñas de San Román, havia um convento de monjas, derrubado em 1840, para permitir a formação do novo espaço. Nele celebrava-se o mercado maior da cidade, e estava presidido por uma fonte com leões de ferro, fundidos na fábrica de Sargadelos, hoje no Parque de Rosalía de Castro. A princípios do século XX a praça sofreu outra reforma para dotá-la dum jardim central, suprimindo a fonte (1914). A finais do século XX e começos do XXI a praça sofreu a sua última grande renovação.

## Descrição

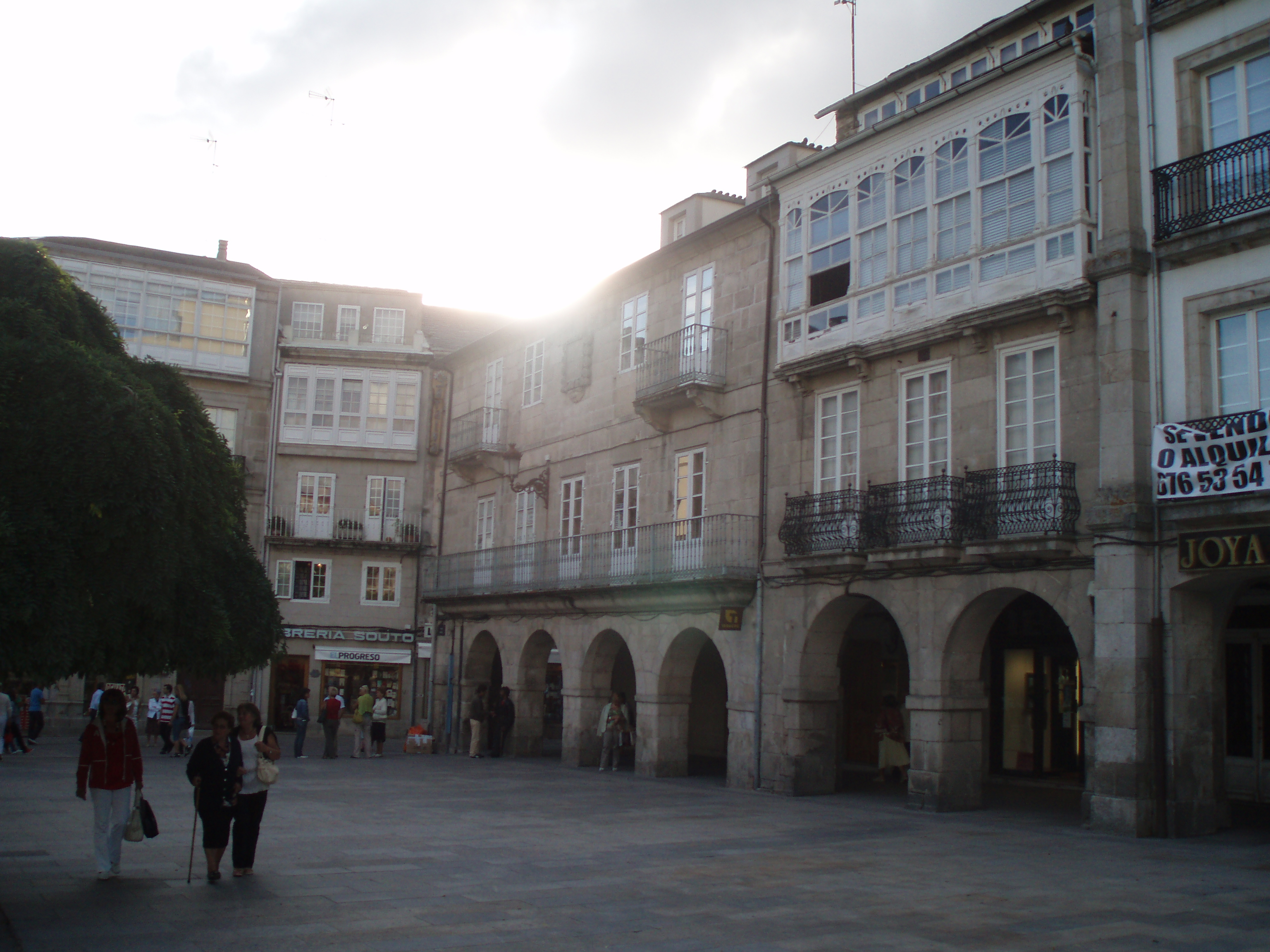
Alguns dos soportais da praça.

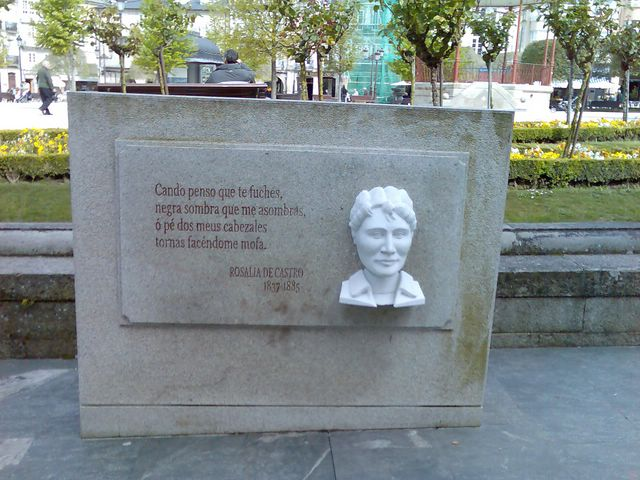
Placa dedicada a Rosalía de Castro.

A Praça Maior de Lugo tem forma rectangular, e está presidida pelo Paço do Concelho, um dos máximos expoentes do barroco civil galego. Pelo lado norte há casas com arcadas, que albergam locais de hotelaria e diversos comércios. Desde essa beira também se acessa a rua Doutor Castro, popularmente conhecida como Rua das Docerías. Na outra beira da praça encontra-se o Convento dos Franciscanos, hoje colégio, que data de 1598 e o edifício do Círculo de Belas Artes, coroado com um cúpula, de 1855. Outros edifícios destacáveis são o que faz esquina com a rua Conde de Pallares, uma casa palaciana de feituras barrocas, que tem na fachada um escudo sem lavrar.
No centro da praça, encontra-se um jardim em cujo centro está o Quiosque da música, obra de ferro sobre base de Cantaria, construído em 1888. Quando se inaugurou o quisque era director da Banda Municipal, Xoán Montes. No lado sul da praça encontra-se uma estatua dedicada aos fundadores da cidade, e perto da mesma acha-se o monumento de bronze dedicado a Luís Pimentel, poeta que nasceu na casa número 15 da própria praça, e morreu na número 16. A casa de Pimentel hoje está integrada no grande edifício que preside a outra cabeceira da praça, a Fundação Caixa Galicia. Ao redor da parte central da Praça encontra-se diferentes monumentos dedicados aos principais escritores galegos, como Castelao, Rosalía de Castro, Eduardo Pondal e Manuel María.